# Kaple svatého Jana Nepomuckého (Stáj)
Kaple svatého Jana Nepomuckého stojí uprostřed návsi obce Stáj v okrese Jihlava. Kaple  z roku 1808 je nemovitou kulturní památkou, která byla v roce 1972 zapsána do státního seznamu kulturních památek po číslem 41009/7-5214.

## Historie
Návesní kaple byla postavena v pozdně barokním slohu v roce 1808 na místě původní dřevěné zvoničky na nízkém návrší uprostřed návsi obce Stáj a zasvěcena svatému Janu Nepomuckému. Opravy a rekonstrukce kaple byly prováděny v roce 1985, 1999 a 2001.

## Popis

### Exteriér
Návesní kaple je samostatně stojící zděná omítaná stavba postavena na čtvercovém půdorysu na nízké podezdívce. Fasáda je členěna nárožními lizénami a jednoduchou hlavní římsou.. V boční stěně je jedno okno se segmentovým záklenkem. Ve vchodovém průčelí zdobeném lizénami je v ose prolomen pravoúhlý vchod. Kaple je zastřešena čtyřbokým jehlanem, který přechází v polygonální lucernu ukončenou bání s makovicí a křížem.

### Interiér
V interiéru jsou na oltářní straně dva pilastry, které jsou ukončené štukovými hlavicemi. Klenbu kaple tvoří česká placka se zrcadlem a štukovým zdobením. Na hlavním oltáři je oltářní obraz svatého Jana Nepomuckého a na zdech je několik obrazů.

### Zvony
Původní dřevěná zvonice nesla zvon z roku 1752, který byl přenesen do nově postavené kaple. Zvon byl ulit v Brně, měl hmotnost 20 kg, spodní průměr 0,33 m a nápis: „S.Maria ora pro nobis – In Brunn 1752“ V době první světové války byl rekvírován.
V roce 1920 byl pořízen nový ocelový zvon, který byl nahrazen v roce 1929. Nový zvon byl ulit ve zvonařské firmě Manoušek v Brně. Měl hmotnost 12 kg a nesl nápis:
Piu XI. – svatému Otci, zesnulému P. Františku a milé Staji věnují tři kněží – rodáci 1929 –
Zdrávas ..

Zvon darovali tři kněží, rodáci ze Stáje. Zvon byl rekvírován 18. dubna 1942 a na jeho místo byl zavěšen ocelový zvon pořízený v roce 1920. Ocelový zvon sloužil až do roku 2003, kdy byl nahrazen novým zvonem ulitým ve zvonařské dílně Marie Tomáškové-Dytrychové v Brodku u Přerova. Zvon má hmotnost 22 kg, spodní průměr 0,32 m a ladění e3. Dne 17. května 2003 posvětil zvon brněnský diecézní biskup Msgr. Vojtěch Cikrle.